# القسيمة
القسيمة أو القصيمة حسب نطق سكانها البدو هي قرية وقسم إداري يتبع مركز الحسنة في محافظة شمال سيناء، كانت في الأصل واحة زراعية يسكنها البدو حيث أنها تضم إحدى أكبر عيون المياه في سيناء وهي «عين القديرات».

## التاريخ

### أصل التسمية
يُعتقد أن أهل المنطقة من البدو أطلقوا اسم القُصيمة عليها نسبة إلى نبات القيصوم الذي ينمو بكثرة فيها.

### في العهد القديم
ذُكرت المنطقة باسم عصمون بحسب التوراة وهو موقع توراتي في أرض إسرائيل يشير إلى الجزء الغربي من الحدود الجنوبية لمملكة يهوذا، ورد ذكر عصمون في سفر العدد وسفر يشوع:
«ويدور لكم التخم من جنوب عقبة عقربيم ويعبر إلى صين وتكون مخارجه من جنوب قادش برنيع ويخرج إلى حصن أدار ويعبر إلى عصمون ثم يدور التخم من عصمون إلى وادي مصر وتكون مخارجه عند البحر»
«وعبر إلى عصمون وخرج إلى وادي مصر»
وقد ظهرت على خريطة مادبا البيزنطية في القرن السادس باسم عِصمونة (باليونانية: Αςεμωνα).

### العصر الحديث
كانت القسيمة المحطة الجنوبية للسكة الحديدية الشرقية التي مدها العثمانيون ضمن جهود حملة سيناء وفلسطين إبان الحرب العالمية الأولى 1915-1917.
احتلت إسرائيل القسيمة أكثر من مرة خلال حروب 48، 56 و67.